# 茶臼岳 (赤石山脈)
茶臼岳（ちゃうすだけ）は、赤石山脈（南アルプス）南部の長野県飯田市との静岡市葵区境界に位置する標高2,604 mの山で、日本三百名山に選定されている。

## 概要
南アルプス国立公園内に位置し、山腹上部の東側がその特別保護地区、西側がその特別地域に指定されている。山体は、チャートと緑色岩などから成る。山頂付近は森林限界の境界付近で、ハイマツとダケカンバが混じり、ライチョウの生息地となっている。山頂から北約1.2 kmには、亀甲状土の「御花畑」と称する高山植物の群生地がある。南西約400 mの稜線上には、仁田池がある。北東約500 mの横窪沢の源流部には、1993年（平成5年）にリニューアルされた茶臼小屋がある。山名は、上河内岳側から眺めた茶碗を伏せたように見えるなだらかな山容に由来する。

## 登山
1925年（大正14年）7月に、長野県の上村の遠山尚岳会が、神祠を上河内岳に安置する際に易老岳から赤石岳に縦走する際に登頂したことが記録されている。

### 登山ルート
赤石山脈（南アルプス）の主稜線上にあるため、稜線上にある縦走路の登山道を歩く際に、登頂されることが多い。最短ルートは静岡県側からの畑薙大吊橋の登山口からのルートである。1957年（昭和32年）の静岡国体の際に、畑薙大吊橋から畑薙山（標高1,835.5 m）を経る小鳥尾根のルートが整備されたが、その後荒廃してほとんど利用されなくなり廃道となっている。
- 畑薙ダムからのルート

畑薙第一ダム - 畑薙大吊橋 - ヤレヤレ峠 - ウソッコ沢小屋 - 横窪峠 - 横窪沢小屋 - 茶臼小屋  - 主稜線合流点 - 茶臼岳
- 南アルプス縦走路

便ヶ島など各登山口より - 聖岳 - 聖平 - 南岳 - 上河内岳 - 御花畑 - 茶臼小屋分岐 - 茶臼岳 - 仁田池 - 希望峰（仁田岳分岐） - 易老岳 - 光小屋 - 光岳 - 易老渡など各方面

### 周辺の山小屋

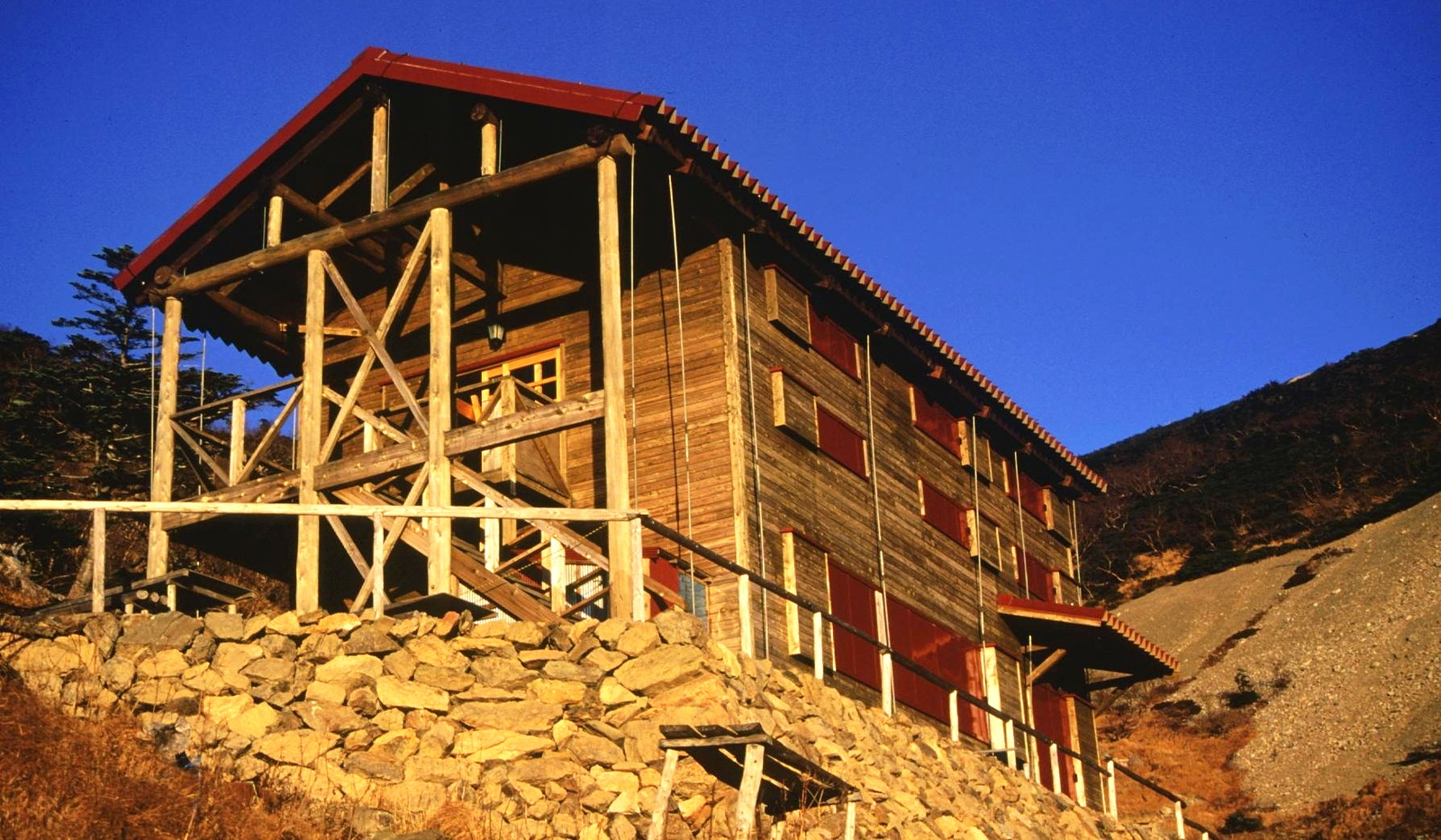
茶臼岳の北東下にある茶臼小屋

登山口や稜線上には、山小屋とキャンプ指定地がある。登山シーズン中の一部の期間に有人の営業を行っている。最寄りの山小屋は茶臼小屋で、キャンプ指定地が併設されている。南アルプス国立公園内であり、キャンプ指定地を除き、全山幕営禁止となっている。小屋からは富士山を望むことができ、1997年から食事提供を開始した。小屋の周辺では、水が湧き出し、シナノキンバイ、ニッコウキスゲ、ハクサンフウロなどの高山植物が見られる。かつては仁田池の脇に小屋があった。この池の水は飲用に適さない。
| 名称           | 所在地                       | 標高 (m) | 茶臼岳からの 方角と距離 (km) | 収容 人数 | キャンプ 指定地 | 備考                 |
| -------------- | ---------------------------- | -------- | ---------------------------- | --------- | --------------- | -------------------- |
| 聖光小屋       | 便ヶ島                       | 970      | 西 4.7                       | 24        | テント40張      | 長野県側の聖岳登山口 |
| 聖平小屋       | 聖沢源流部・聖平             | 2,260    | 北 4.3                       | 140       | テント90張      | 静岡県営             |
| 茶臼小屋       | 茶臼岳北東下                 | 2,400    | 北東 0.5                     | 60        | テント45張      | 静岡県営             |
| 横窪沢小屋     | 登山道の横窪沢左岸           | 1,610    | 東 1.8                       | 60        | テント60張      |                      |
| ウソッコ沢小屋 | 上河内沢とウソッコ沢との出合 | 1,170    | 南東 2.7                     | 30        | テント7張       |                      |
| 光小屋         | イザルガ岳と光岳との鞍部     | 2,510    | 南西 5.7                     | 40        | テント8張       | 静岡県営             |

## 地理
山頂から南西延びる稜線は、岩とハイマツの混じった二重稜線となっている。

### 周辺の山
山頂からは、富士山、聖岳、光岳など360度の展望がある。

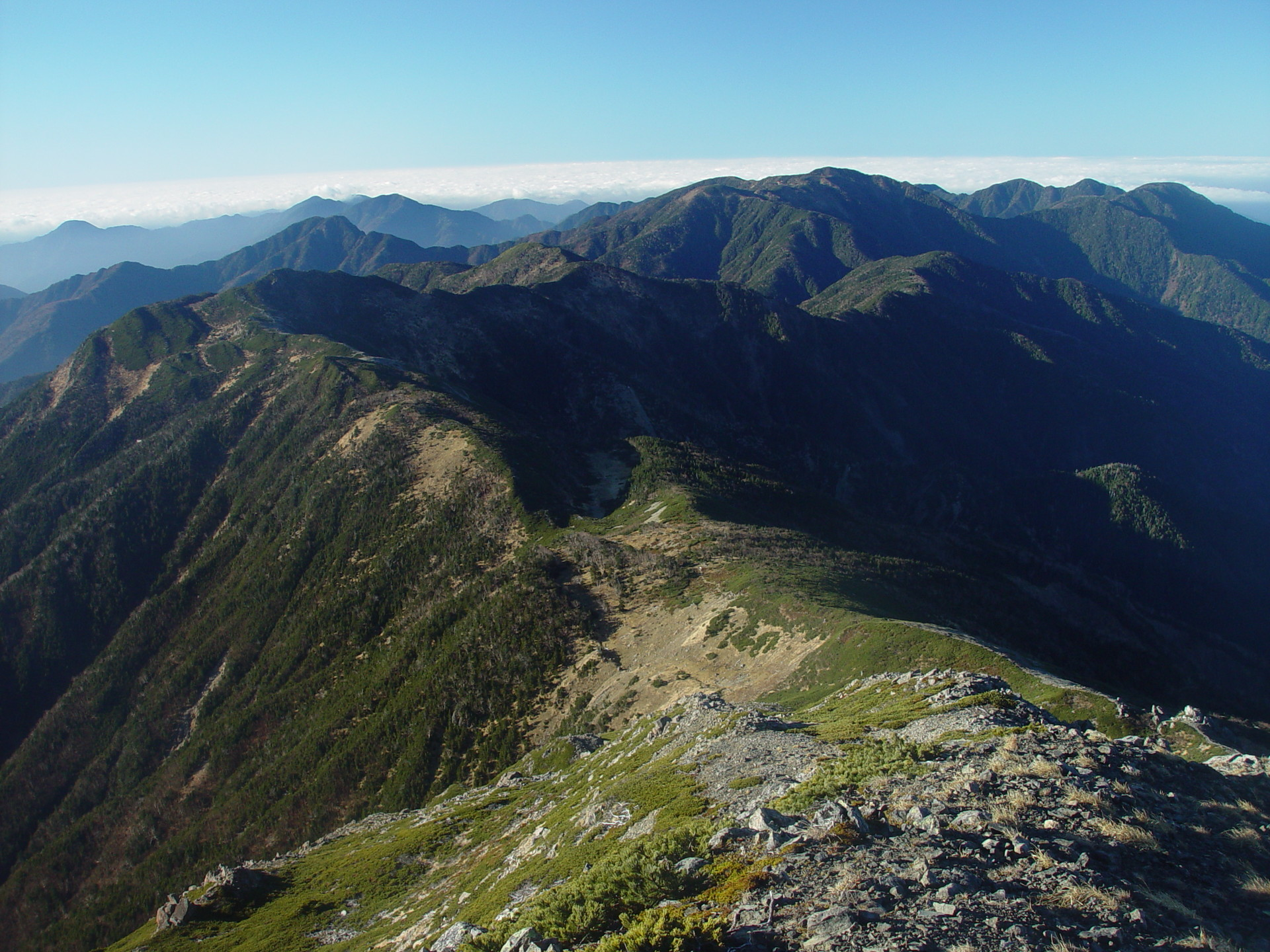
上河内岳から望む茶臼岳と光岳
中央部に亀甲状土

| 山容 | 山名     | 標高 (m) | 三角点等級 基準点名 | 茶臼岳からの 方角と距離(km) | 備考         |
| ---- | -------- | -------- | ------------------- | --------------------------- | ------------ |
|      | 聖岳     | 3,013    |                     | 北 5.9                      | 日本百名山   |
|      | 上河内岳 | 2,802.95 | 二等 「上河内岳」   | 北東 2.5                    | 日本二百名山 |
|      | 茶臼岳   | 2,604    |                     | 0                           | 日本三百名山 |
|      | 仁田岳   | 2,523.80 | 三等 「仁田岳」     | 南西 1.5                    | 仁田池       |
|      | 光岳     | 2,591.06 | 三等 「光岳」       | 南西 6.2                    | 日本百名山   |

### 源流の河川
太平洋へと流れる以下の河川の源流部にある。
- 燕沢と奥燕沢　（天竜川水系である遠山川の支流）
- 横窪沢　（大井川の支流）

## 茶臼岳の風景と展望
|                                   |                               |                             |                               |
| 茶臼岳頂上から望む 聖岳と上河内岳 | 聖岳から望む 上河内岳と茶臼岳 | 茶臼岳方面から望む 上河内岳 | 茶臼岳から望む 富士山とご来光 |

## 茶臼岳登山
|            |            |            |          |        |                          |
| 畑薙大吊橋 | ウソッコ沢 | 横窪沢小屋 | 茶臼小屋 | 茶臼岳 | 上河内岳から茶臼岳を望む |

## 関連図書
- 『改訂版　静岡県の山』山と溪谷社〈新・分県登山ガイド〉、2009年12月、pp.58-61頁。ISBN 9784635023719。
- 『アルペンガイド10 南アルプス』山と溪谷社〈ヤマケイ・アルペンガイド〉、2010年6月。ISBN 9784635013581。